# 松平勝長
松平 勝長（まつだいら かつなが）は、江戸時代中期から後期にかけての武士。徳川勝長とも名乗った。鳳山と号した。

## 略歴
元文2年（1737年）8月14日、尾張藩藩主・徳川宗勝の六男として江戸で誕生した。母は嘉代（英巌院）。幼名は勇之助。
寛延元年（1748年）7月1日、父・宗勝の一字をとり、勝長と名乗る。同年9月15日、将軍家重に初めて御目見する。同年12月21日、従四位下左近衛権少将に任じられ、掃部頭を称した。
岩井正斎に絵を学んだ。
安永6年（1777年）11月7日、長男・悦之助が誕生した。母は留代（木造重愛の娘）。寛政4年（1793年）2月1日、9代藩主・徳川宗睦から一字をとり、睦英と名乗る。同年6月9日、尾張で死去した。
寛政5年（1793年）9月20日、二男・勇丸が誕生した。母は松平忠左衛門の娘。同6年（1794年）11月9日、宗睦の養子となる。同7年（1795年）9月20日、尾張で死去した。
文化8年（1811年）9月13日、尾張で死去した。77歳。相応寺に葬られた。法号は亮諦院住誉心覚全超。